# Pascal Elbé
« Elbé » redirige ici. Pour l’article homophone, voir LB.
Pour les articles homonymes, voir Elbe.
Pascal El-Bez, dit Pascal Elbé,  est un acteur, réalisateur et scénariste français, né le 13 mars 1967 à Colmar (Haut-Rhin).

## Biographie
Pascal El-Bez, dit Pascal Elbé, est issu d'une famille juive originaire d'Algérie. Après plusieurs années passées sur les planches, Pascal Elbé fait son entrée dans le cinéma en 1995 en signant avec Gérard Pullicino le scénario du film fantastique Babel. Un an plus tard, il fait ses débuts devant la caméra dans Fallait pas !..., une comédie réalisée par Gérard Jugnot. Spécialisé dans le registre comique, Pascal Elbé tourne à trois reprises sous la direction d'Ariel Zeitoun (XXL, Bimboland, Le Dernier Gang), puis s'illustre dans des « films de potes » comme Les Parasites (1999), Le Raid (2002) Nos amis les flics (2004), et Trois Amis (2007).
En 2003, il incarne l'un des trois rejetons de Philippe Noiret dans Père et Fils, la première réalisation de Michel Boujenah dont il est aussi coscénariste. Cette performance, aux côtés de Charles Berling et Bruno Putzulu, lui vaut une nomination pour le César du Meilleur jeune espoir masculin. 2005 est également une année chargée pour lui : auteur et interprète de la pièce Pour ceux qui restent, Pascal Elbé enchaîne trois longs métrages, dont un film noir — Les Mauvais Joueurs aux côtés de Simon Abkarian — et deux comédies à tandem, L'Amour aux trousses avec Jean Dujardin et Le Cactus avec Clovis Cornillac.
En 2006, Roschdy Zem fait appel à lui pour camper son meilleur ami de confession juive dans sa première réalisation intitulée Mauvaise Foi, dont il a été, par ailleurs, coscénariste. On le retrouve l'année suivante au générique du premier long-métrage de Carine Tardieu, La Tête de maman, aux côtés de Karin Viard et Kad Merad. La même année 2007, il partage l'affiche du film Trois Amis à nouveau avec Kad Merad, ainsi qu'avec Mathilde Seigner et Philippe Noiret. C'est la deuxième réalisation de Michel Boujenah et une nouvelle occasion pour lui de collaborer avec Pascal Elbé qui est, une nouvelle fois, le coscénariste de son film.
En 2008, on le retrouve dans pas moins de six films à l'affiche, dont notamment l'adaptation du livre de Marc Levy Mes amis, mes amours ou encore dans la comédie romantique Comme les autres où il incarne avec Lambert Wilson un couple homosexuel. Toujours en 2008, on le retrouve aux côtés de Richard Berry et Aure Atika dans le film Les Insoumis, tourné à Marseille. La même année, il joue également dans le remake L'Emmerdeur de Francis Veber, aux côtés de Patrick Timsit, Richard Berry et Virginie Ledoyen.
En 2009, il est à l'affiche de Romaine par moins 30° d'Agnès Obadia et de La Faute des Mères de Cécile Telerman. Il réalise la même année son premier film, dont il est également le scénariste : Tête de Turc. Il a également joué un des rôles principaux de la série télévisée Mes pires potes.
En 2012, il est à l'affiche avec Emmanuelle Devos dans Le Fils de l'autre et avec l'italienne Laura Morante dans La Cerise sur le gâteau.
En 2014, il incarne Didier Halimi, le père d'Ilan Halimi, dans 24 jours d'Alexandre Arcady.
Depuis le 11 mai 2014, il présente chaque dimanche le documentaire Israël à la croisée des mondes sur D8, un programme qui montre un « nouveau visage » d’Israël.
En 2018, il rejoint le casting de la série politique Baron noir avec Kad Merad et Anna Mouglalis. Il joue le rôle d'un centriste libéral.
Pascal Elbé souffre d'une surdité partielle depuis l'âge de 42 ans. Il a dû apprendre à vivre avec des appareils auditifs. Il a décidé de raconter son expérience de malentendant dans une comédie romantique intitulée "On est fait pour s'entendre", où il joue un professeur qui se lie d'amitié avec une voisine. Il a confié que son handicap lui avait permis d'écouter davantage les autres et de devenir plus sensible.
En 2024, il est réalisateur et acteur dans le film La Bonne Étoile, avec Benoît Poelvoorde, Audrey Lamy et Elsa Zylberstein. Le film alterne entre comédie et drame, et a pour thème le stéréotype sur les juifs pendant la Seconde Guerre mondiale en France. L'histoire est celle d'un escroc, pas très courageux et pas très futé, qui cherche à fuir la zone occupée en se faisait passer pour un juif en pensant qu'il bénéficierait de l'aide de passeurs. Le tournage a duré 2 mois dans les Vosges.

## Filmographie

### En tant qu'acteur

#### Cinéma
- 1996 : Fallait pas !… de Gérard Jugnot
- 1997 : XXL d'Ariel Zeitoun : François Stern
- 1998 : Bimboland d'Ariel Zeitoun : l'infirmier
- 1999 : Tout baigne ! d'Éric Civanyan : Mr Boulaouane
- 1999 : Les Parasites de Philippe de Chauveron : Benoit
- 2000 : Vive nous ! de Camille de Casabianca : Marc
- 2001 : Vertiges de l'amour de Lionel Chouchan : Benoit
- 2002 : Le Raid de Djamel Bensalah : Mathias Morin
- 2003 : Père et Fils de Michel Boujenah : Simon
- 2004 : Nos amis les flics de Bob Swaim : Perrac
- 2004 : Tout pour plaire de Cécile Telerman : Simon
- 2005 : Les Mauvais Joueurs de Frédéric Balekdjian : Vahé Krikorian
- 2005 : L'Amour aux trousses de Philippe de Chauveron : Paul
- 2005 : Le Cactus de Gérard Bitton et Michel Munz : Sami
- 2006 : Le Héros de la famille de Thierry Klifa : Paul
- 2006 : Mauvaise Foi de Roschdy Zem : Milou
- 2007 : La Tête de maman de Carine Tardieu : Antoine Gotchac
- 2007 : U.V. de Gilles Paquet-Brenner : André-Pierre Vauvenargues
- 2007 : Trois Amis de Michel Boujenah : César
- 2007 : Le Dernier Gang d'Ariel Zeitoun : Giraud
- 2008 : Cortex de Nicolas Boukhrief : Dr Chenot
- 2008 : Un cœur simple de Marion Laine : Théodore
- 2008 : Les Insoumis de Claude-Michel Rome : Jean-Ba
- 2008 : Mes amis, mes amours de Lorraine Lévy : Antoine
- 2008 : Comme les autres de Vincent Garenq : Philippe
- 2008 : L'Emmerdeur de Francis Veber : Edgar Wolf
- 2009 : Romaine par moins 30 d'Agnès Obadia : Justin
- 2009 : Quelque chose à te dire de Cécile Telerman : Antoine Celliers
- 2009 : Neuilly sa mère de Gabriel Julien-Laferrière
- 2010 : Tête de turc de Pascal Elbé : Simon
- 2010 :  Comme les cinq doigts de la main d'Alexandre Arcady : Jonathan Hayoun
- 2011 : RIF de Franck Mancuso : Bertrand Barthélémy
- 2012 : La Cerise sur le gâteau de Laura Morante : Antoine
- 2012 : Le Fils de l'autre de Lorraine Lévy : Alon Silberg
- 2013 : Les Invincibles de Frédéric Berthe : Maître d'Alembert
- 2013 : Corto d'Alexis de Vigan (court métrage)
- 2014 : Piégé de Yannick Saillet : Denis Guillard
- 2014 : 24 jours d'Alexandre Arcady : Didier Halimi
- 2014 : Sous les jupes des filles d'Audrey Dana : l'avocat
- 2015 : Lorsque l'amour sera mort d'Érick Zonca (court métrage)
- 2016 : Zootopie de Byron Howard, Rich Moore et Jareb Bush : Chef Bogo (voix française)
- 2016 : Le Cœur en braille de Michel Boujenah : le père de Victor
- 2017 : L'Araignée Rouge de Franck Florino : Fabien Delbarre
- 2017 : Knock de Lorraine Lévy : Lansky
- 2018 : Pour vivre heureux de Salima Sarah Glamine et Dimitri Linder : Karim
- 2018 : Brillantissime de Michèle Laroque : Max
- 2018 : Vaurien de Mehdi Senoussi : le commissaire
- 2019 : Just a Gigolo d'Olivier Baroux : Daniel
- 2019 : Rendez-vous chez les Malawas de James Huth : Léo Poli
- 2021 : On est fait pour s'entendre de Pascal Elbé : Antoine
- 2021 : Rose d'Aurélie Saada : Laurent
- 2023 : Ma langue au chat de Cécile Telerman : Daniel
- 2023 : Le Petit Blond de la Casbah d'Alexandre Arcady : Jacob
- 2025 : La Bonne étoile de Pascal Elbé

#### Télévision
- 1995 : Chauds Les Vamps de Christian Auxemery et Pascal Duchêne : Le directeur de France 2
- 1996 : Les Chiens ne font pas des chats d'Ariel Zeitoun : Simon
- 2000 : Mes pires potes de Nagui : Simon
- 2000 : H d'Éric Lartigau : le suicidaire (épisode Une histoire de film)
- 2006 : Le porte bonheur de Laurent Dussaux
- 2012 : La Solitude du pouvoir de Josée Dayan : Pierre Vasseur
- 2014 : Israël, à la croisée des mondes : lui-même (documentaire)
- 2015 : Une chance de trop de François Velle : Richard Millot
- 2016 : Le Mec de la tombe d'à côté d'Agnès Obadia : Benoit
- 2018 : Les Bracelets rouges de Nicolas Cuche : Yves
- 2018 - 2020 : Baron noir de Ziad Doueiri : Stéphane Thorigny (saisons 2 et 3)
- 2018 : Maman a tort de François Velle : Papy
- 2018 : Mystère à la Sorbonne de Léa Fazer : César Garbot
- 2022 : Jeux d'influence de Jean-Xavier de Lestrade : Serge Walder (saison 2)
- 2022 : Tous Inconnus  de Nicolas Hourès :  lui-même
- 2024 : L'École des espions d'Elsa Bennett : Philippe Lombard
- 2024 : Cette nuit-là de Myriam Vinocour : Damien Forestier

### En tant que scénariste
- 2003 : Père et Fils de Michel Boujenah, coscénariste avec Michel Boujenah et Edmond Bensimon
- 2006 : Mauvaise Foi de Roschdy Zem, coscénariste avec Roschdy Zem
- 2007 : Trois amis de Michel Boujenah, coscénariste avec Michel Boujenah
- 2010 : Tête de turc de lui-même
- 2015 : Je compte sur vous de lui-même
- 2021 : On est fait pour s'entendre de lui-même

### En tant que réalisateur
- 2010 : Tête de turc
- 2015 : Je compte sur vous

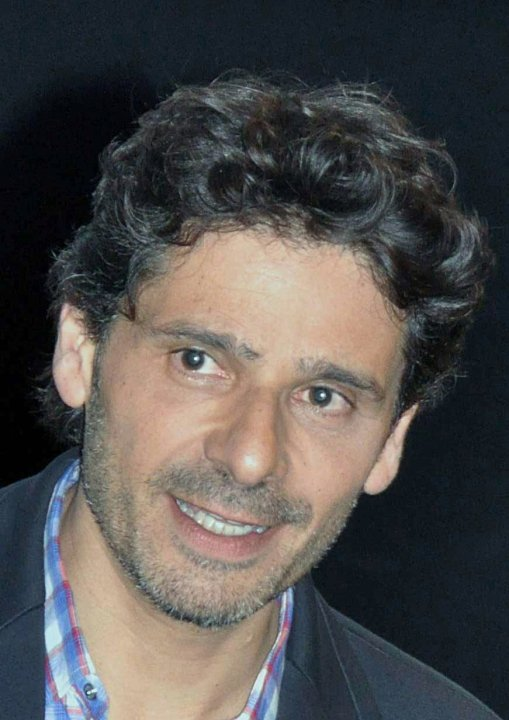
Pascal Elbé à l'avant-première du film Tête de turc en 2010.

- 2021 : On est fait pour s'entendre
- 2025 : La Bonne étoile

## Théâtre
- 1992 : Charité ben ordonnée, Splendid
- 1994 : Tout baigne ! d'Aude Thirion, Roland Marchisio, Éric Laborie, Pascal Elbé, Bob Martet, Marie-Isabelle Massot, mise en scène Jacques Décombe, Théâtre Grévin
- 1995 : Tout baigne ! d'Aude Thirion, Roland Marchisio, Éric Laborie, Pascal Elbé, Bob Martet, Marie-Isabelle Massot, mise en scène Jacques Décombe, Théâtre du Splendid Saint-Martin
- 1996 : Tout baigne !, Palais des Glaces, Café de la Gare
- 2005 : Pour ceux qui restent de Pascal Elbé, mise en scène Charles Berling, Théâtre de la Gaîté Montparnasse
- 2012 : Inconnu à cette adresse de Kressmann Taylor, mise en scène de Delphine de Malherbe, théâtre Antoine-Simone Berriau
- 2016 : L'éveil du chameau de Murielle Magellan, mise en scène Anouche Setbon, Théâtre de l'Atelier
- 2018 : L'éveil du chameau de Murielle Magellan, mise en scène Anouche Setbon, tournée
- 2023 : Sur la tête des enfants de Salomé Lelouch, mise en scène Salomé Lelouch et Ludivine de Chastenet, théâtre de la Renaissance
- 2025 : Inconnu à cette adresse de Kressmann Taylor, mise en scène de Jérémie Lippmann, théâtre Antoine-Simone Berriau

## Distinctions

### Décoration
- 2009 :  Chevalier de l'ordre des Arts et des Lettres[3]

### Récompense
- Festival des films du monde de Montréal 2010 : Meilleur réalisateur pour Tête de turc

### Nominations
- César 2004 : César du meilleur espoir masculin pour Père et Fils